# Aïn Zana
Aïn Zana (în arabă عين الزانة) este o comună din provincia Souk Ahras, Algeria.
Populația comunei este de 7.499 de locuitori (2008).